# Альпин I (король пиктов)
Альпин I — король пиктов (ок. 726—728?), возможно правивший одновременно с Дрестом VII или короткое время после него. «Анналы Тигернаха» сообщают, что «Дрест был королём пиктов, а Альпин управлял частью королевства». Некоторые списки «Пиктской хроники» ассоциируют Дреста и Альпина.

## Биография
О его биографии ничего неизвестно, но, учитывая то, что пиктское имя Альпин является эквивалентом староанглийского имени Эльфвин, некоторые историки предполагают, что он был англом, изгнанным из Нортумбрии.
Ирландские анналы сообщают, что в 724 году король пиктов Нехтон III ушёл в монастырь, уступив престол Дресту VII. Однако уже в 726 году Альпин I сверг Дреста. После этого в королевстве пиктов началась вооружённая борьба за власть, в которой помимо Дреста и Альпина приняли участие Нехтон, вернувшийся в то время из монастыря, и Энгус — один из пиктских военачальников. В 728 году произошла битва при Монах-Крэби, в которой Энгус разбил Альпина, многие соратники которого погибли. В числе погибших был и сын Альпина. Однако Энгус не стал преследовать проигравшего.
Некоторое время спустя Нехтон и Альпин сошлись в так называемой «Прискорбной битве» в месте, которое называлось Каслен-Креди. Нехтон её выиграл и провозгласил себя «королём пиктов». Альпин в результате этой битвы потерял все свои территории и всех своих людей.
Его дальнейшая судьба неизвестна, хотя, возможно, «Анналы Ольстера» ещё раз упоминают его как Эльфина, сына Кропа, в 742 году, но этому нет никаких доказательств. Не находит подтверждения и версия отождествления Альпина с Альпином мак Эхдахом, который был королём Дал Риады в 730-е годы.